# Nattawut Saikua

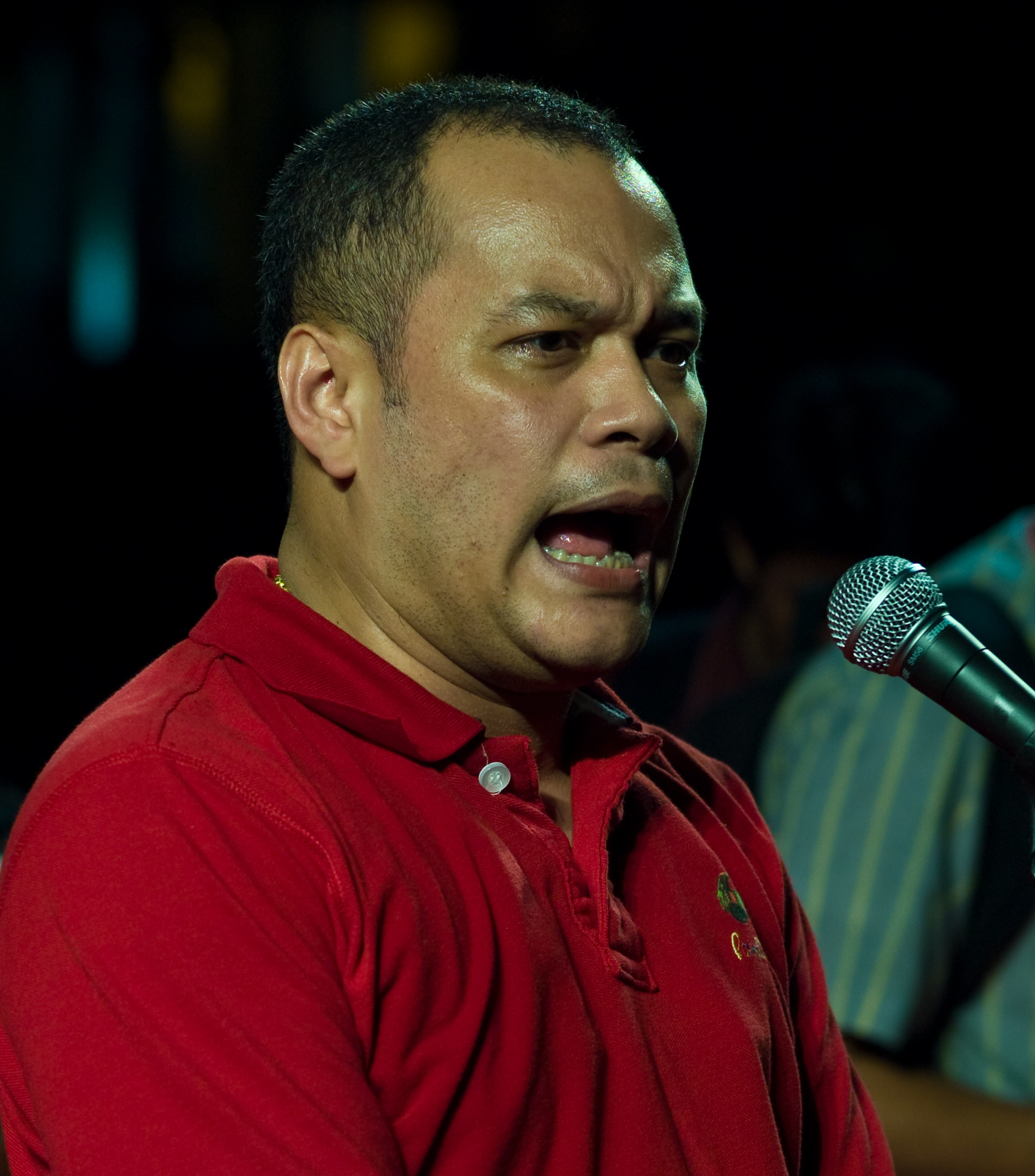
Nattawut Saikua (2010)

Nattawut Saikua (thailändisch ณัฐวุฒิ ใสยเกื้อ, [nàttʰàwút sǎi.kɯ̂ːa]; * 4. Juni 1975 in der Provinz Nakhon Si Thammarat, Thailand) ist ein thailändischer Politiker. Er ist der Generalsekretär und Sprecher der National United Front of Democracy Against Dictatorship („Rothemden“). Er initiierte die ersten Rothemden-Aktionen.
Bekannt wurde er durch die Demonstrationen im Frühling 2010 in der Hauptstadt Bangkok. 2011 wurde er auf der Liste der Pheu-Thai-Partei ins Parlament gewählt. Von Januar 2012 bis Mai 2014 war er Mitglied im Kabinett von Yingluck Shinawatra, zunächst als stellvertretender Landwirtschaftsminister, nach einer Kabinettsumbildung im Dezember 2012 als stellvertretender Handelsminister.

## Familie und Ausbildung
Nattawut wurde im Tambon Sichon, Amphoe Sichon, Provinz Nakhon Si Thammarat geboren. Er ist  mit Sirisakul Saikua verheiratet, mit der er einen Sohn und eine Tochter hat. Jettanan Saikua ist sein älterer Bruder.
Nattawut schloss 1998 ein Studium der Kommunikationswissenschaft an der Thurakit-Bandit-Universität mit dem Bachelorgrad ab. Später nahm er am Master of Public and Private Management-Programm des National Institute of Development Administration (NIDA) teil, das er 2005 abschloss.

## Redner und Fernsehstar
Nattawut hat den Ruf eines mitreißenden Redners. Bereits als Schüler nahm er mit Erfolg an Debattierwettbewerben teil, einschließlich eines Auftritts beim Sender MCOT-3. Später arbeitete er als Sprecherzieher. Nattawut erlangte Bekanntheit durch seine Mitwirkung an der Fernsehsendung Sapa Joke („Scherz-Parlament“) beim Privatsender iTV. Die Sendung parodierte das thailändische Parlament und die Politik im Allgemeinen. Nattawut „synchronisierte“ Trairong Suwankiri, den damaligen Vizechef der Demokratischen Partei.

## Politische Karriere und Aktivismus

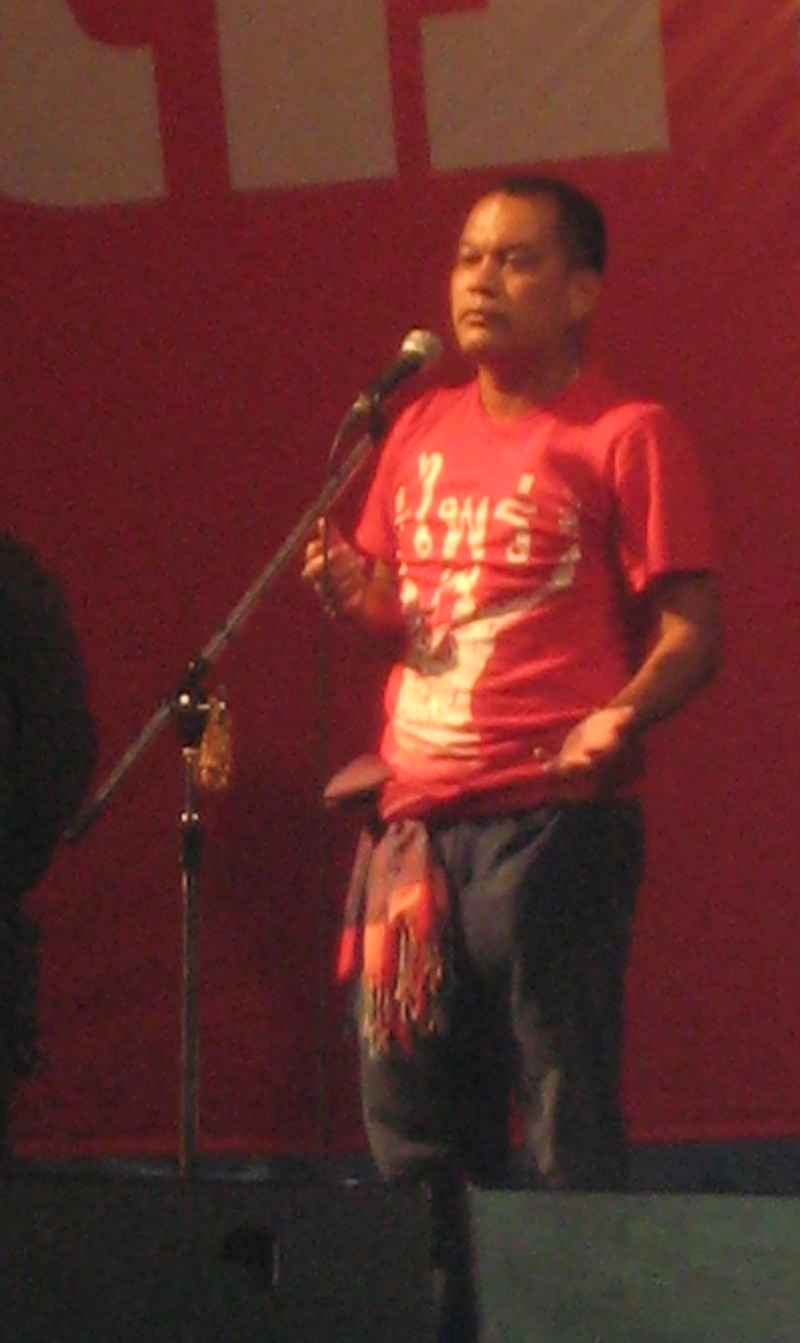
Nattawut Saikua (2010)

2001 trat Nattawut der Chart-Pattana-Partei bei, wechselte jedoch 2005 zur Partei Thai Rak Thai (TRT) des Ministerpräsidenten Thaksin Shinawatra. Innerhalb der TRT, begründete er eine Gruppierung gemeinsam mit seinen Freunden und politischen Verbündeten Jatuporn Prompan und Veera Musikapong. Nach dem Sturz Thaksins und der angeordneten Auflösung der TRT, trat Nattawut bei den Wahlen 2007 für die Volksmachtpartei an. Am 6. Februar 2008 wurde er stellvertretender Regierungssprecher der Regierung Samak Sundaravej und am 7. Oktober 2008 Regierungssprecher der Regierung Somchai Wongsawat.
Nattawutt ist, gemeinsam mit Jatuporn und Veera, einer der Anführer der United Front for Democracy Against Dictatorship (UDD), die umgangssprachlich als Bewegung der „Rothemden“ bezeichnet wird. Die UDD ist eine politische Bewegung, die sich entschieden gegen den Putsch 2006, der die Regierung Thaksin Shinawatras stürzte, die vom Militär eingesetzte Übergangsregierung und die Regierung von Abhisit Vejjajiva engagierte und auch erbittert protestierte. Nattawut und seine Freunde spielten eine Rolle beim Start des Thaksin-freundlichen Fernsehsenders People’s Television. Zudem moderierten sie die Polit-Talkshow Truth Today. Nattawut war Mitorganisator der Massenproteste 2009 und führte, gemeinsam mit den anderen UDD-Chefs die „Rothemden“ in die heftigen Unruhen von März bis Mai 2010, die zur Niederwerfung durch das Militär im April und Mai führten. Nattawut, Jatuporn und andere Rothemden-Anführer stellten sich der Polizei am 19. Mai 2010, um ein weiteres Blutvergießen durch das brutale Durchgreifen des Militärs zu verhindern. Nattawut Saikua wurde wegen seiner Beteiligung an den Protesten in Bangkok 2010 mit mehreren anderen Anführern der Bewegung wegen Terrorismus angeklagt. Am 22. Februar 2011 wurde er gegen Zahlung einer Kaution auf freien Fuß gesetzt.
Bei der Parlamentswahl 2011 wurde Nattawut Saikua für die Liste der Pheu-Thai-Partei, die die Wahlen auch insgesamt gewann, ins Parlament gewählt. Als Ministerpräsidentin Yingluck Shinawatra ihr Kabinett am 18. Januar 2011 umbildete, wurde Nattawut zum stellvertretenden Minister für Landwirtschaft und Genossenschaften ernannt. Nach einer weiteren Kabinettsumbildung im Dezember 2012 wechselte er als stellvertretender Minister ins Handelsministerium.
Er verlor sein Amt durch den Militärputsch vom 22. Mai 2014. Er wurde – wie andere Politiker und Aktivisten – für mehrere Tage in einer Militärbasis festgehalten, dann aber wieder freigelassen, unter der Bedingung, dass er sich nicht mehr politisch betätigt. Im November 2015 wurde Nattawut kurzzeitig erneut interniert, als er mit Jatuporn Prompan einen unter der Ägide des Militärs angelegten Park besuchen wollte, bei dessen Entstehung es Korruptionsfälle gegeben haben soll.